# Католицька церква в Японії
Като́лицька це́рква в Япо́нії — друга християнська конфесія Японії. Складова всесвітньої Католицької церкви, яку очолює на Землі римський папа. Керується конференцією єпископів. Станом на 2004 рік у країні нараховувалося близько 509 000 католиків (0,4% від усього населення). Існувало 16 діоцезій, які об'єднували 848 церковних парафій.  Кількість  священиків — 1589 (з них представники секулярного духовенства — 501, члени чернечих організацій — 1088), постійних дияконів — 12, монахів — 1407, монахинь — 6263.

## Діоцезії

### Провінція Наґасакі
- Архідіоцезія Наґасакі
- Діоцезія Фукуока
- Діоцезія Ойта
- Діоцезія Каґосіма
- Діоцезія Наха

### Провінція Осака
- Архідіоцезія Осака
- Діоцезія Хіросіма

Собор всесвітнього миру
- Діоцезія Кіото
- Діоцезія Наґоя
- Діоцезія Такамацу

### Провінція Токіо
- Архідіоцезія Токіо

Церква святого Ігнатія (Токіо)
- Діоцезія Саппоро
- Діоцезія Сендай
- Діоцезія Йокогама
- Діоцезія Ніїґата
- Діоцезія Сайтама